# Arachnotermes termitophilus
Arachnotermes termitophilus (лат.) — вид аранеоморфных пауков из семейства пауков-скакунов (Salticidae) (ранее в Myrmarachninae). Единственный вид рода Arachnotermes Mello-Leitão, 1928 был описан бразильским зоологом Cândido Firmino de Mello-Leitão (1886—1948), основателем арахнологии в Южной Америки.

## Распространение
Бразилия.

## Описание
Длина самок около 2—3 мм. Тело покрыто чёрными отстоящими волосками и мелкими белыми чешуйками. Общая окраска белая. Обнаружены в гнёздах термитов.
В 2015 году канадский арахнолог Мэддисон, проведя полную реклассификацию всего семейства пауков-скакунчиков, рассматривал Arachnotermes не частью подсемейства Myrmarachninae (которое понизил в ранге до трибы Myrmarachnini в составе подсемейства Salticinae), а включил этот род напрямую в состав Salticidae incertae sedis.